# Chinta Chandrashekar Rao
Chinta Chandrashekar Rao (* 25. September 1988) ist ein indischer Fußballspieler. Er spielt seit der Saison 2006/07 beim Sporting Clube de Goa als Verteidiger.

## Karriere
Rao begann seine Karriere 2006 bei Sporting Clube de Goa. Bis 2010 spielte er bei Salgoacar FC. Danach ging es für zwei Jahre weiter zu Chirag United Kerala, dann für 1½ Jahre zum United SC und danach noch einmal für ein Jahr zum Mumbai Tigers FC. Weiter ging es im Sommer 2014 für den Rest des Jahres beim Bharat FC, bevor er Anfang 2015 wieder bei Sporting Clube auftauchte. Im Jahr 2017 wirkte er schließlich noch beim Mumbai FC, bis dieser aufgelöst wurde und er im nächsten Jahr weiter zum Ozone FC ging. Nach einer Pause von gut einem Jahr ist er nun seit Sommer 2019 beim George Telegraph SC aus der Calcutta Football League aktiv.